# Queenpins
Pour plus de détails, voir Fiche technique et Distribution.
Queenpins (ou Les escrocs du coupon) est un film américain réalisé par Aron Gaudet et Gita Pullapilly, sorti en 2021.

## Synopsis
Deux femmes dans la trentaine montent une arnaque à 40 millions de dollars à l'aide d'un système de coupons.

## Fiche technique
- Titre : Queenpins
- Réalisation : Aron Gaudet et Gita Pullapilly
- Scénario : Aron Gaudet et Gita Pullapilly
- Musique : Siddhartha Khosla
- Photographie : Andrew Wehde
- Montage : Kayla Emter
- Production : Linda McDonough et Nicholas Weinstock
- Société de production : AGC Studios, Marquee Entertainment et Red Hour Films
- Pays de production :  États-Unis
- Genre : Comédie
- Durée : 110 minutes
- Dates de sortie : 
  - États-Unis : 10 septembre 2021
  - France : 1er octobre 2021

## Distribution
- Kristen Bell (VQ : Catherine Proulx-Lemay) : Connie
- Kirby Howell-Baptiste (VQ : Cynthia Trudel) : JoJo
- Paul Walter Hauser(VQ : Stéphane Rivard) : Ken
- Vince Vaughn (VQ : Daniel Picard) : Simon Kilmurry
- Joel McHale (VQ : Alexis Lefebvre) : Rick
- Bebe Rexha (VQ : Catherine Brunet) : Tempe Tina
- Lidia Porto : Mme. Flores
- Greta Oglesby (VQ : Marie-Andrée Corneille) : Mama Josie
- Eduardo Franco : Greg
- Dayo Okeniyi (VQ : Rodley Pitt) : Earl
- Francisco J. Rodriguez (VQ : Guillaume Champoux) : Alejandro
- Ilia Isorelýs Paulino : Rosa
- Annie Mumolo : Crystal
- Stephen Root : l'agent Flannagan
- Paul Rust : Albert Anderson
- Marc Evan Jackson : Dr. Girard

Doublage
- Studio :  Difuze
- Directeur de plateau :  Natalie Hamel-Roy
- Adaptateur :  Andréane Girard

Source : Doublage Québec

## Accueil
Le film a reçu un accueil mitigé de la critique. Il obtient un score moyen de 45 % sur Metacritic.